# Boé
Pour les articles homonymes, voir Boé (homonymie).
Boé est une commune du Sud-Ouest de la France, située dans le département de Lot-et-Garonne (région Nouvelle-Aquitaine).
Ses habitants sont appelés les Boétiens et les Boétiennes. Elle est la 9e ville du département et la 4e de l’aire d'attraction d'Agen qui comptait une population de 120 576 habitants en 2019.
La ville de 5784 habitants, située sur la rive droite de la Garonne, est au cœur de l'agglomération d'Agen, structure intercommunale de 101 365 habitants en 2019.

## Géographie

### Localisation
Commune de l'aire d'attraction d'Agen située dans son unité urbaine, à une dizaine de kilomètres au sud-est d'Agen sur la Garonne. Elle fait partie des Villes fleuries avec trois fleurs.

### Communes limitrophes
Boé est limitrophe de huit autres communes, dont Sauveterre-Saint-Denis au sud-est par un quadripoint.
Les communes limitrophes sont Agen, Bon-Encontre, Castelculier, Lafox, Layrac, Moirax, Le Passage et Sauveterre-Saint-Denis.
| Agen       |        | Bon-Encontre                                |
| Le Passage | Boé    | Castelculier, Lafox                         |
| Moirax     | Layrac | Sauveterre-Saint-Denis (par un quadripoint) |

### Géologie et relief

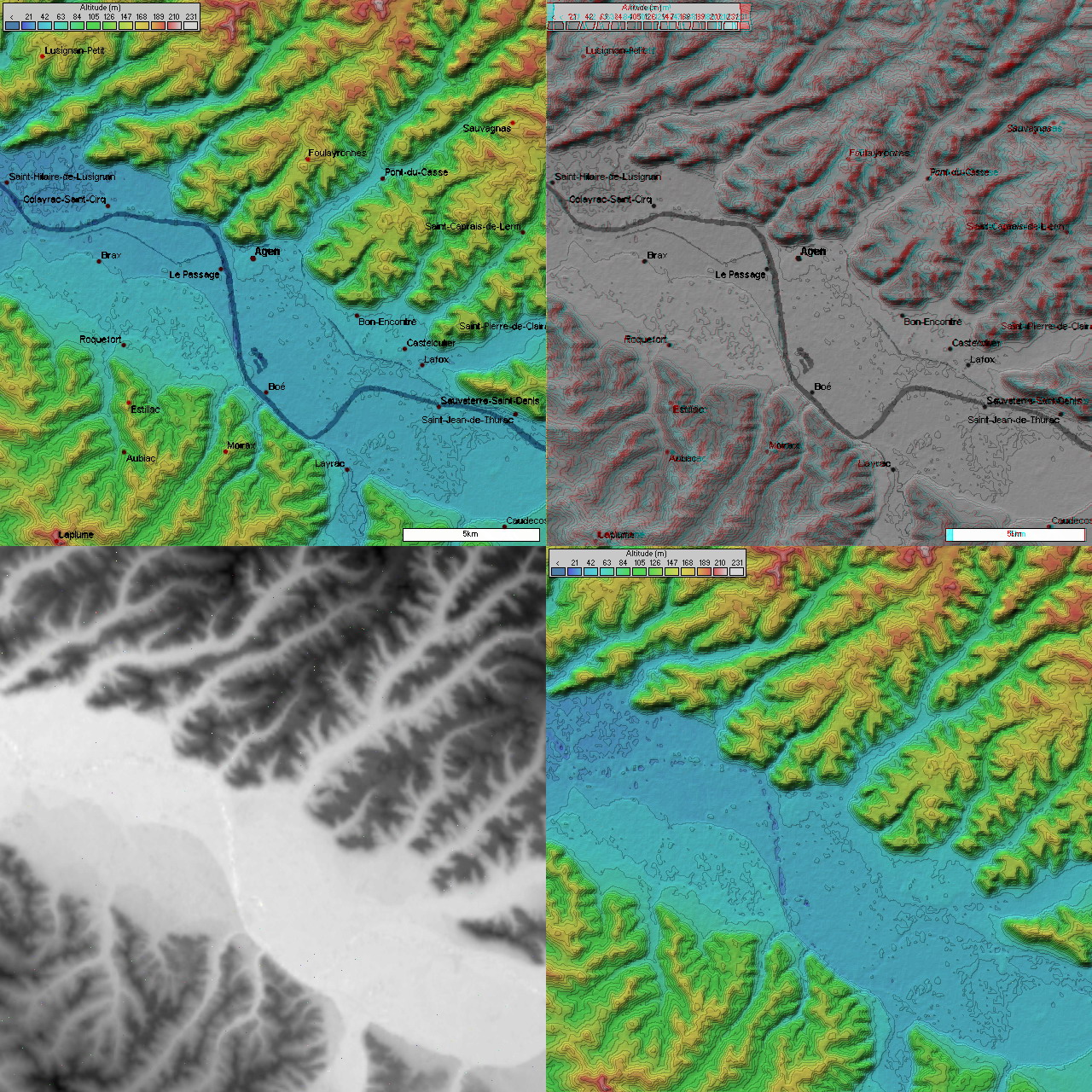

L’altitude minimale est de 37 m, la maximale est de 59 m soit 48 m de moyenne.
La mairie est à 46 m d’altitude.

### Hydrographie
La commune est traversée par le canal du Midi et longée par la Garonne dans ses parties sud-ouest, sud et sud-est. Elle est aussi arrosée par le Mondot et la Séoune qui confluent avec la Garonne sur son territoire, tous deux affluents de la Garonne. On notera que le Gers conflue avec la Garonne en rive gauche à l'extrême sud de la commune.

### Climat
Pour des articles plus généraux, voir Climat de la Nouvelle-Aquitaine et Climat de Lot-et-Garonne.
Historiquement, la commune est exposée à un climat océanique aquitain.  
En 2020, Météo-France publie une typologie des climats de la France métropolitaine dans laquelle la commune est exposée à un climat océanique altéré et est dans la région climatique Aquitaine, Gascogne, caractérisée par une pluviométrie abondante au printemps, modérée en automne, un faible ensoleillement au printemps, un été chaud (19,5 °C), des vents faibles, des brouillards fréquents en automne et en hiver et des orages fréquents en été (15 à 20 jours).
Pour la période 1971-2000, la température annuelle moyenne est de 12,9 °C, avec une amplitude thermique annuelle de 15,2 °C. Le cumul annuel moyen de précipitations est de 797 mm, avec 10,1 jours de précipitations en janvier et 6,7 jours en juillet. Pour la période 1991-2020, la température moyenne annuelle observée sur la station météorologique la plus proche, située sur la commune d'Estillac à 5 km à vol d'oiseau, est de 13,8 °C et le cumul annuel moyen de précipitations est de 708,2 mm,. Pour l'avenir, les paramètres climatiques de la commune estimés pour 2050 selon différents scénarios d'émission de gaz à effet de serre sont consultables sur un site dédié publié par Météo-France en novembre 2022.

## Urbanisme

### Typologie
Au 1er janvier 2024, Boé est catégorisée ceinture urbaine, selon la nouvelle grille communale de densité à sept niveaux définie par l'Insee en 2022.
Elle appartient à l'unité urbaine d'Agen, une agglomération intra-départementale regroupant 16  communes, dont elle est une commune de la banlieue,,. Par ailleurs la commune fait partie de l'aire d'attraction d'Agen, dont elle est une commune de la couronne,. Cette aire, qui regroupe 81 communes, est catégorisée dans les aires de 50 000 à moins de 200 000 habitants,.

### Occupation des sols

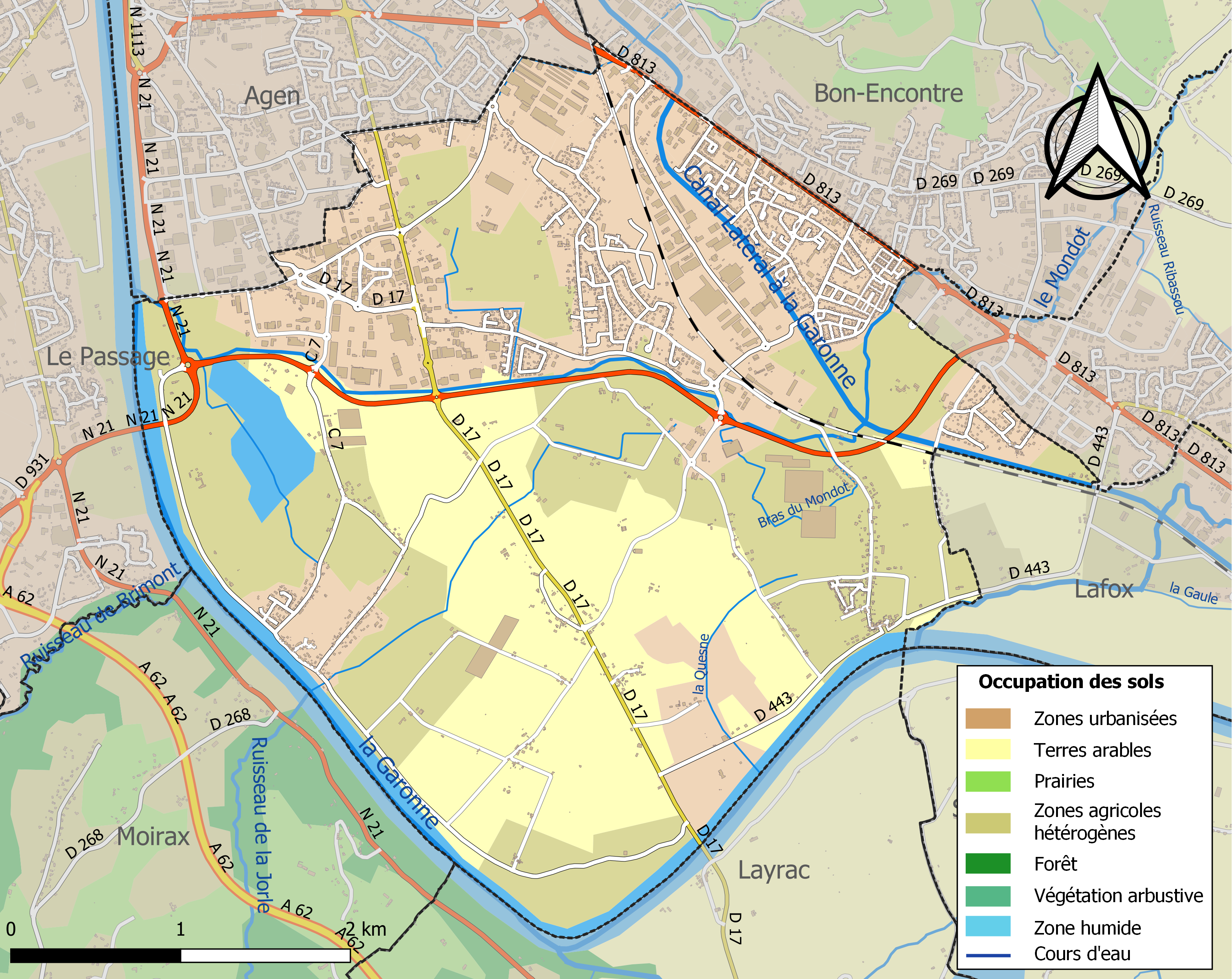
Carte des infrastructures et de l'occupation des sols de la commune en 2018 (CLC).

L'occupation des sols de la commune, telle qu'elle ressort de la base de données européenne d’occupation biophysique des sols Corine Land Cover (CLC), est marquée par l'importance des territoires agricoles (59,4 % en 2018), en diminution par rapport à 1990 (77,7 %). La répartition détaillée en 2018 est la suivante : 
zones agricoles hétérogènes (33,5 %), terres arables (25,9 %), zones industrielles ou commerciales et réseaux de communication (16 %), zones urbanisées (15,9 %), eaux continentales (5,7 %), espaces verts artificialisés, non agricoles (3,1 %). L'évolution de l’occupation des sols de la commune et de ses infrastructures peut être observée sur les différentes représentations cartographiques du territoire : la carte de Cassini (XVIIIe siècle), la carte d'état-major (1820-1866) et les cartes ou photos aériennes de l'IGN pour la période actuelle (1950 à aujourd'hui).

### Voies de communication et transports
L’orientation et la localisation de Boé par rapport à quelques grandes villes françaises sont données dans le tableau suivant (par route, de centre-ville en centre-ville) :
| Ville                | Agen         | Toulouse   | Bordeaux    | Montpellier | Marseille   | Nantes     | Lyon        | Nice       | Paris           |
| -------------------- | ------------ | ---------- | ----------- | ----------- | ----------- | ---------- | ----------- | ---------- | --------------- |
| Distance Orientation | Attenant (N) | 89 km (SE) | 123 km (NO) | 267 km (SE) | 393 km (SE) | 381 km (N) | 375 km (NE) | 533 km (E) | 539 km (N - NE) |

#### Transport urbain
Le réseau Tempo exploité par la société Keolis Agen et dessert les 29 communes de l'agglomération d'Agen soit un total de 92 042 habitants depuis le 30 mars 2012, en remplacement du réseau Transbus.

#### Transport fluvial

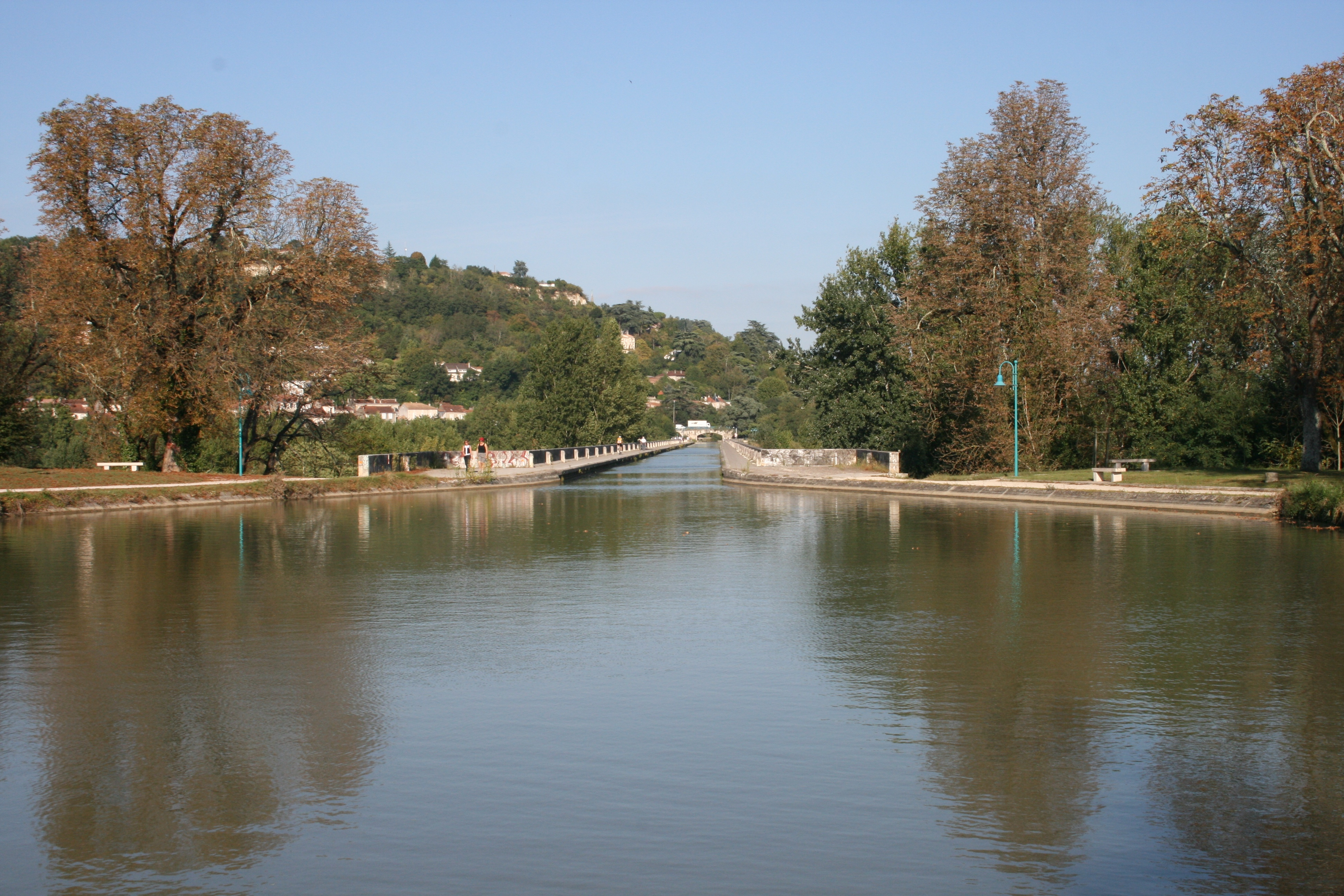
Canal du Midi.

Le canal de Garonne passe dans la commune, elle possède un petit port de plaisance.
Cette voie n’est utilisée que par les bateaux de plaisance, en grand nombre l’été.
La Garonne n’est plus utilisée du tout.

#### Aéroport Agen-La Garenne
- L'aéroport Agen-La Garenne est installé sur les communes du Passage d'Agen et d'Estillac.

Des vols vers l'aéroport Paris-Orly sont proposés, avec deux allers-retours quotidiens du lundi au vendredi et un aller-retour le dimanche soir.
41 138 voyageurs ont été transportés en 2014.

#### Transport ferroviaire

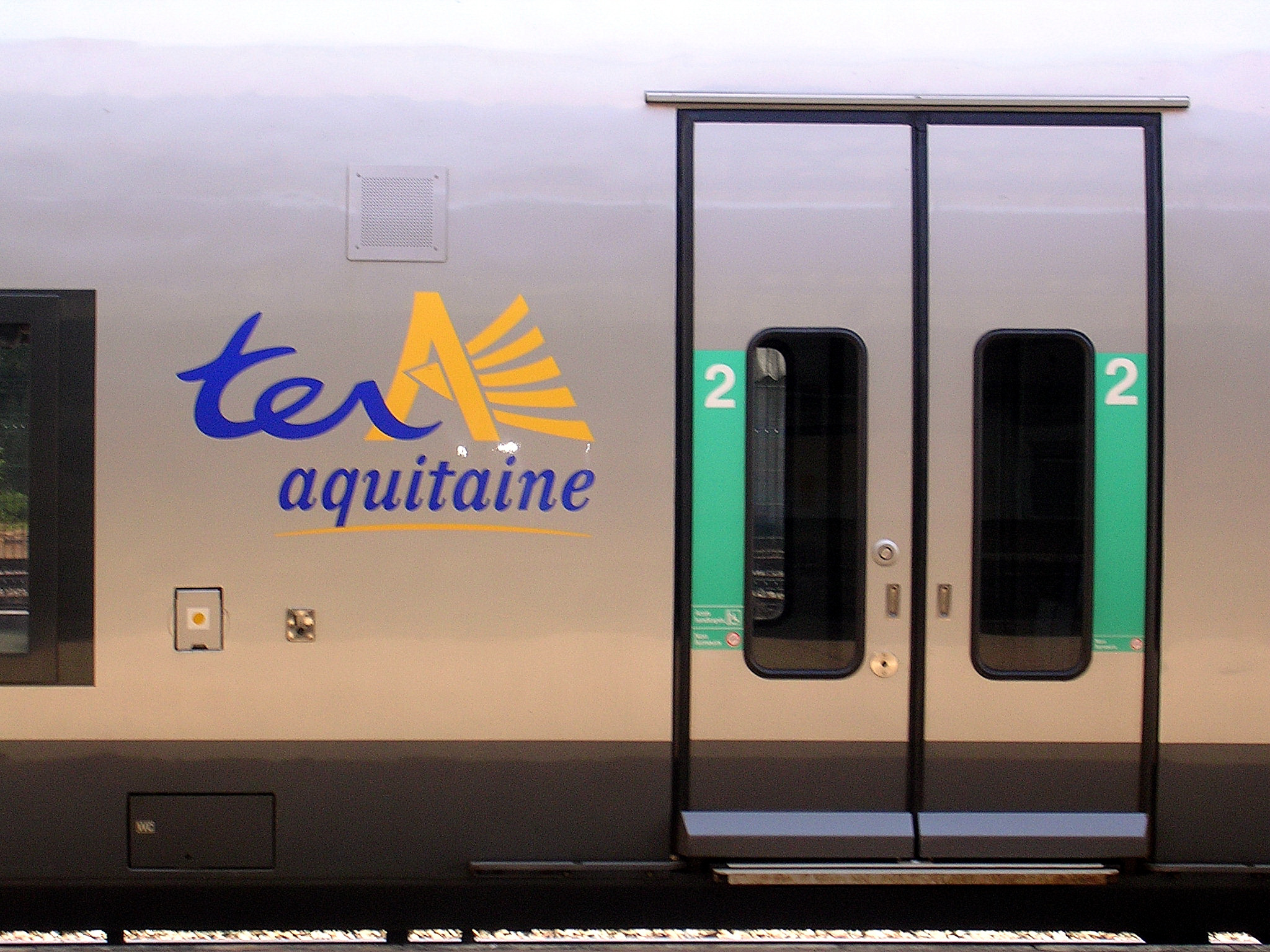

- La gare de Bon-Encontre, désormais fermée, se trouvait sur la commune de Boé[16] ;
- La gare la plus proche accessible aux voyageurs est celle d’Agen environ 3 km avec des TER, trains et bus desservant la région Aquitaine et Midi-Pyrénées.

### Risques majeurs
Le territoire de la commune de Boé est vulnérable à différents aléas naturels : météorologiques (tempête, orage, neige, grand froid, canicule ou sécheresse), inondations, mouvements de terrains et séisme (sismicité très faible). Il est également exposé à deux risques technologiques,  le transport de matières dangereuses et le risque nucléaire. Un site publié par le BRGM permet d'évaluer simplement et rapidement les risques d'un bien localisé soit par son adresse soit par le numéro de sa parcelle.

#### Risques naturels
La commune fait partie du territoire à risques importants d'inondation (TRI) d’Agen, regroupant 20 communes concernées par un risque de débordement de la Garonne, un des 18 TRI qui ont été arrêtés fin 2012 sur le bassin Adour-Garonne. Les événements antérieurs à 2014 les plus significatifs sont les crues de 1435, 1875, 1930, 1712, 1770 et 1952. Des cartes des surfaces inondables ont été établies pour trois scénarios : fréquent (crue de temps de retour de 10 ans à 30 ans), moyen (temps de retour de 100 ans à 300 ans) et extrême (temps de retour de l'ordre de 1 000 ans, qui met en défaut tout système de protection). La commune a été reconnue en état de catastrophe naturelle au titre des dommages causés par les inondations et coulées de boue survenues en 1982, 1997, 1999, 2009, 2016 et 2021,.
Les mouvements de terrains susceptibles de se produire sur la commune sont des tassements différentiels.

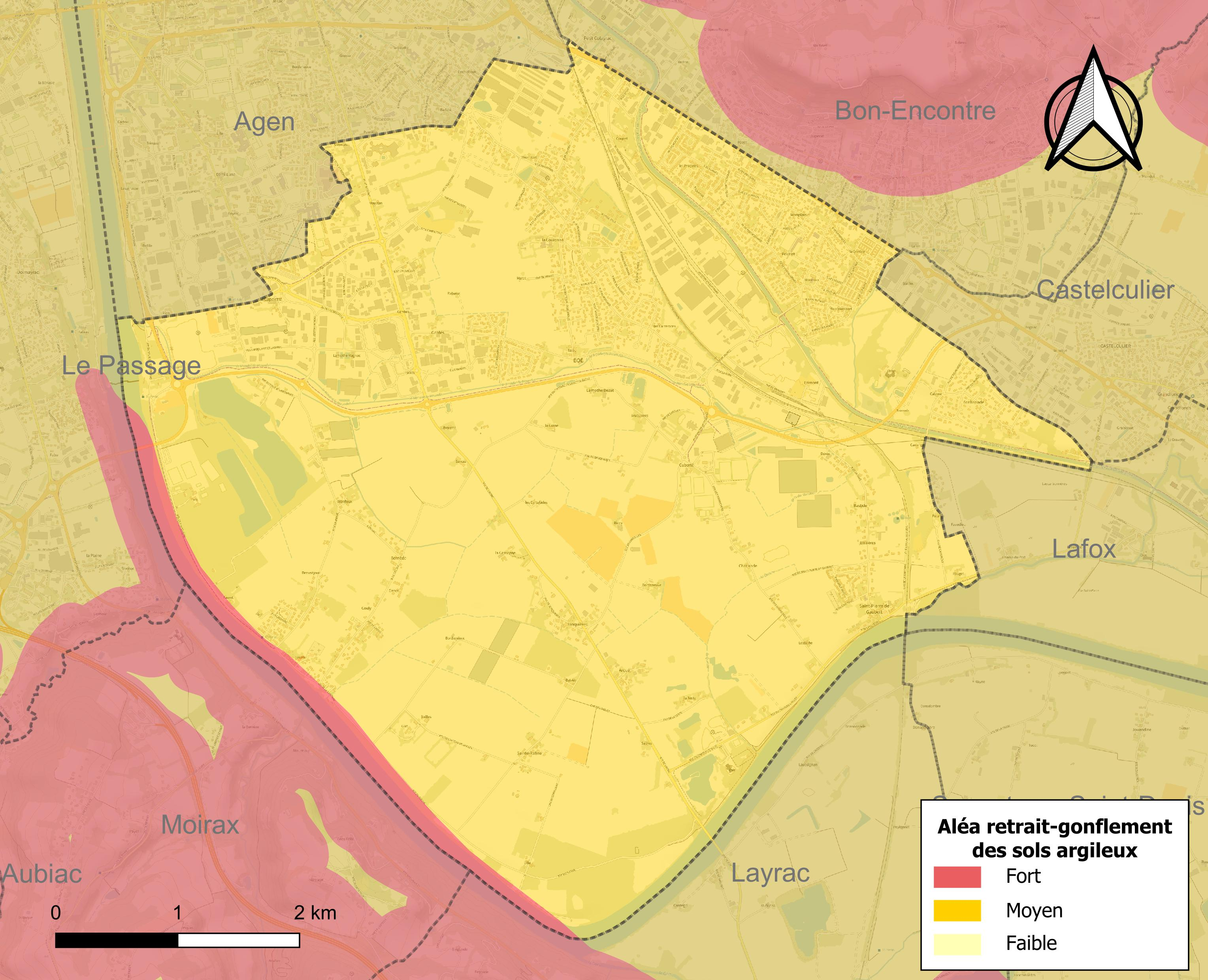
Carte des zones d'aléa retrait-gonflement des sols argileux de Boé.

Le retrait-gonflement des sols argileux est susceptible d'engendrer des dommages importants aux bâtiments en cas d’alternance de périodes de sécheresse et de pluie. La totalité de la commune est en aléa moyen ou fort (91,8 % au niveau départemental et 48,5 % au niveau national). Depuis le 1er octobre 2020, en application de la loi ELAN, différentes contraintes s'imposent aux vendeurs, maîtres d'ouvrages ou constructeurs de biens situés dans une zone classée en aléa moyen ou fort,.
Concernant les mouvements de terrains, la commune a été reconnue en état de catastrophe naturelle au titre des dommages causés par la sécheresse en 2003, 2009, 2011 et 2017 et par des mouvements de terrain en 1999.

#### Risque technologique
La commune étant située dans le périmètre du plan particulier d'intervention (PPI) de 20 km autour de la centrale nucléaire de Golfech, elle est exposée au risque nucléaire. En cas d'accident nucléaire, une alerte est donnée par différents médias (sirène, sms, radio, véhicules). Dès l'alerte, les personnes habitant dans le périmètre de 2 km se mettent à l'abri. Les personnes habitant dans le périmètre de 20 km peuvent être amenées, sur ordre du préfet, à évacuer et ingérer des comprimés d’iode stable,,.

## Toponymie
Équivalent gascon de l'occitan boièr « bouvier », que l'on francise en Boyer.

## Histoire

### Préhistoire et Protohistoire
Une tombe à char tardoceltique a été découverte sur la commune.

### Antiquité
La région appartenanit dans l'Antiquité au royaume des Nitiobroges, puis à la Gaule narbonnaise.

## Politique et administration

### Communauté d'agglomération d'Agen

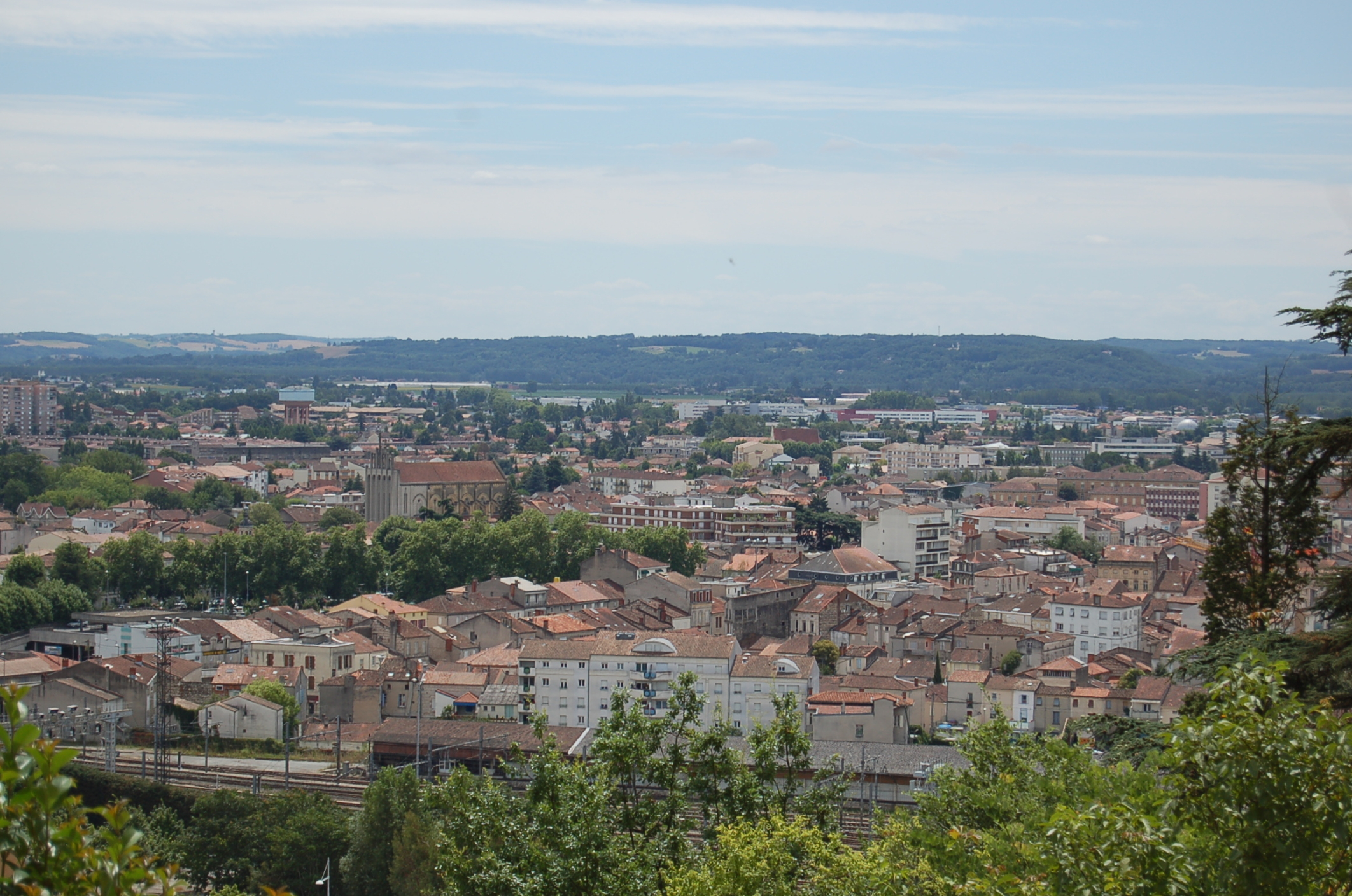
Vue d'Agen et son agglomération.

La communauté d'agglomération d'Agen regroupe vingt-neuf communes de l'aire urbaine d'Agen, dont Boé.
L'idée d'un regroupement intercommunal est née dans les années 1960 sous l'impulsion de Pierre Pomarede, puis développée en 1974 par René Lajunie, alors maire de Bon-Encontre, et le docteur Esquirol, maire d'Agen. Au cours de leur mandat sera créé le District de l'Agglomération agenaise, ancêtre de la communauté d'agglomération d'Agen.
La communauté d'agglomération d'Agen a permis le développement des communes et de nombreux services dont les transports en commun desservant notamment la commune de Boé, mais aussi celui de la collecte des déchets commun à l'ensemble de l'agglomération.

### Liste des maires
En 2010, la commune de Boé a été récompensée par le label « Ville Internet @@@ ». En 2013, la commune obtient le label « Ville Internet @@@@@ »
| Période                                  | Période   | Identité          | Étiquette | Qualité |
| ---------------------------------------- | --------- | ----------------- | --------- | --- |
| Les données manquantes sont à compléter. |           |                   |           | |
|                                          |           |                   |           | |
| mars 1977                                | mars 2001 | Guy Saint-Martin  | PS        | Conseiller général du canton d'Agen-Sud-Est (1985-2011) Conseiller régional d'Aquitaine (1986-2010)               |
| mars 2001                                | mai 2020  | Christian Dézalos | PS        | Conseiller général du canton d'Agen-Sud-Est (2011-2015) Conseiller départemental du canton d'Agen-2 (depuis 2015) |
| mai 2020                                 | En cours  | Pascale Luguet    | DVC       | Avocate |

### Écologie - recyclage
La communauté d’agglomération a équipé tous les foyers de cinq conteneurs (verre, papier et journaux, ordures ménagères, emballages et déchets verts) dans le but d’un tri sélectif de l’usager. Plusieurs ramassages par semaine sont effectués séparément pour chaque matière.
La commune dispose d’une déchèterie Z.A de Boé.

### Jumelages
- Portacomaro (Italie) depuis 1975

### Politique environnementale
Dans son palmarès 2024, le Conseil national de villes et villages fleuris de France a attribué trois fleurs à la commune.
En bord de Garonne, au nord-ouest de la commune, le parc naturel Agen-Garonne Passeligne-Pélissier, ou parc naturel de Passeligne, s'étend sur soixante hectares dont la moitié est occupée par deux lacs. Quatorze kilomètres de chemins y ont été tracés et le parc comprend des aires de jeux pour enfants, des terrains de sport et des zones de pêche no-kill.

## Population et société

### Démographie
L'évolution du nombre d'habitants est connue à travers les recensements de la population effectués dans la commune depuis 1800. Pour les communes de moins de 10 000 habitants, une enquête de recensement portant sur toute la population est réalisée tous les cinq ans, les populations de référence des années intermédiaires étant quant à elles estimées par interpolation ou extrapolation. Pour la commune, le premier recensement exhaustif entrant dans le cadre du nouveau dispositif a été réalisé en 2007.

En 2022, la commune comptait 5 784 habitants, en évolution de +3,6 % par rapport à 2016 (Lot-et-Garonne : −0,18 %, France hors Mayotte : +2,11 %).
| 1800 | 1806  | 1821  | 1831  | 1836  | 1841  | 1846  | 1851  | 1856  |
| ---- | ----- | ----- | ----- | ----- | ----- | ----- | ----- | ----- |
| 937  | 1 170 | 1 102 | 1 186 | 1 226 | 1 221 | 1 131 | 1 155 | 1 222 |

| 1861  | 1866  | 1872  | 1876  | 1881  | 1886  | 1891  | 1896  | 1901  |
| ----- | ----- | ----- | ----- | ----- | ----- | ----- | ----- | ----- |
| 1 204 | 1 217 | 1 172 | 1 101 | 1 107 | 1 158 | 1 162 | 1 191 | 1 111 |

| 1906  | 1911  | 1921 | 1926  | 1931  | 1936  | 1946  | 1954  | 1962  |
| ----- | ----- | ---- | ----- | ----- | ----- | ----- | ----- | ----- |
| 1 104 | 1 114 | 964  | 1 042 | 1 060 | 1 123 | 1 242 | 1 338 | 2 158 |

| 1968  | 1975  | 1982  | 1990  | 1999  | 2006  | 2007  | 2012  | 2017  |
| ----- | ----- | ----- | ----- | ----- | ----- | ----- | ----- | ----- |
| 2 633 | 3 231 | 3 960 | 4 021 | 4 503 | 5 178 | 5 278 | 5 458 | 5 593 |

| 2022  | - | - | - | - | - | - | - | - |
| ----- | - | - | - | - | - | - | - | - |
| 5 784 | - | - | - | - | - | - | - | - |

### Justice et sécurité

#### Juridictions
Boé dépend des tribunaux de :
- Tribunaux d’instance : Agen
- Tribunaux de grande instance :Agen
- Cour d’appel : Agen

(gère les départements du Lot, du Gers et Lot-et-Garonne)
- Tribunal administratif : Bordeaux
- Cour administrative d’appel : Bordeaux.

#### Forces de l’ordre
La commune de Boé a une police municipale.

#### Pompiers
Les pompiers sont basés à Agen.

### Santé

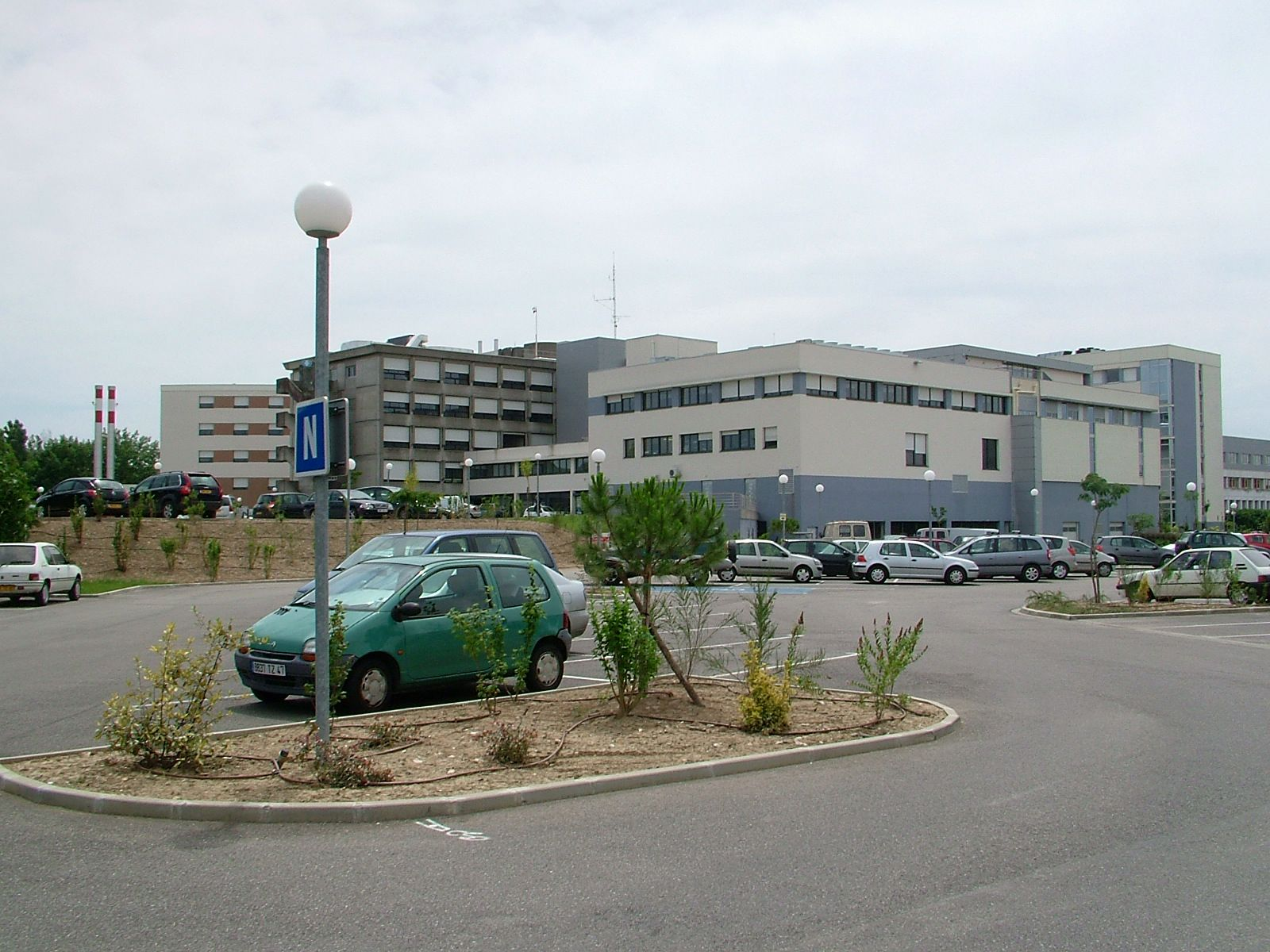
Clinique Saint-Hilaire.

Pour la santé la ville dépend de celle d’Agen :
- Hôpital Saint-Esprit au nord d’Agen.
- Clinique Saint-Hilaire Esquirol (sud d’Agen).
- Hôpital de Monbran.
- Hôpital psychiatrique-la Candélie à Foulayronnes.

### Sports
Club de rugby à XV, le Rugby Club Bon Encontre-Boé évolue en Fédéral 2 pour la saison 2010-2011.

Club de Tir à l'arc, le club des Archers de Boé, est l'un des trois plus grands clubs de France, et compte parmi ses archers des champions du monde et membres de l'équipe de France.

### Culture
Boé finance l'École de musique associative Musiquenvie

### Médias

#### Presse écrite
On peut trouver dans la commune plusieurs types de journaux, Le Sud Ouest par exemple (siège à Bordeaux) avec une actualité nationale, régionale et locale, Le petit Bleu journal de l’Agenais ou la Dépêche du midi actualité du Lot-et-Garonne.

#### Radios
Quatre radios émettent des décrochages à destination de l’agglomération agenaise :
- Virgin Radio Agen (89.8 FM) ;
- 47 FM (87.7 FM), créée en 2007 ;
- ARL (95.9 FM) ;
- Radio Bulle (93.6 FM).

#### Télévision
Dans le département de Lot-et-Garonne les chaines régionales se limitent à France 3 Atlantique.
Possibilité d’avoir les programmes de la TNT.

## Économie
Village qui comporte très peu de commerçants et beaucoup d’habitations.
Jusqu’il y a quelques années, simple banlieue rurale d’Agen, Boé est devenue peu à peu un pôle commercial d’importance. L’implantation de l’ENAP (école nationale d’administration pénitentiaire) délocalisée de Fresnes (région parisienne) à Agen, en  septembre 2000, a en effet déplacé le centre de gravité de l’agglomération vers cette commune, qui accueille pour partie l’École, son restaurant géré par le CROUS, son gymnase. Le campus universitaire Michel-Serres, les résidences universitaires, le centre nautique de l’agglomération, jouxtent la commune.

## Culture locale et patrimoine

### Patrimoine naturel
Cèdres tricentenaires, château Saint-Marcel

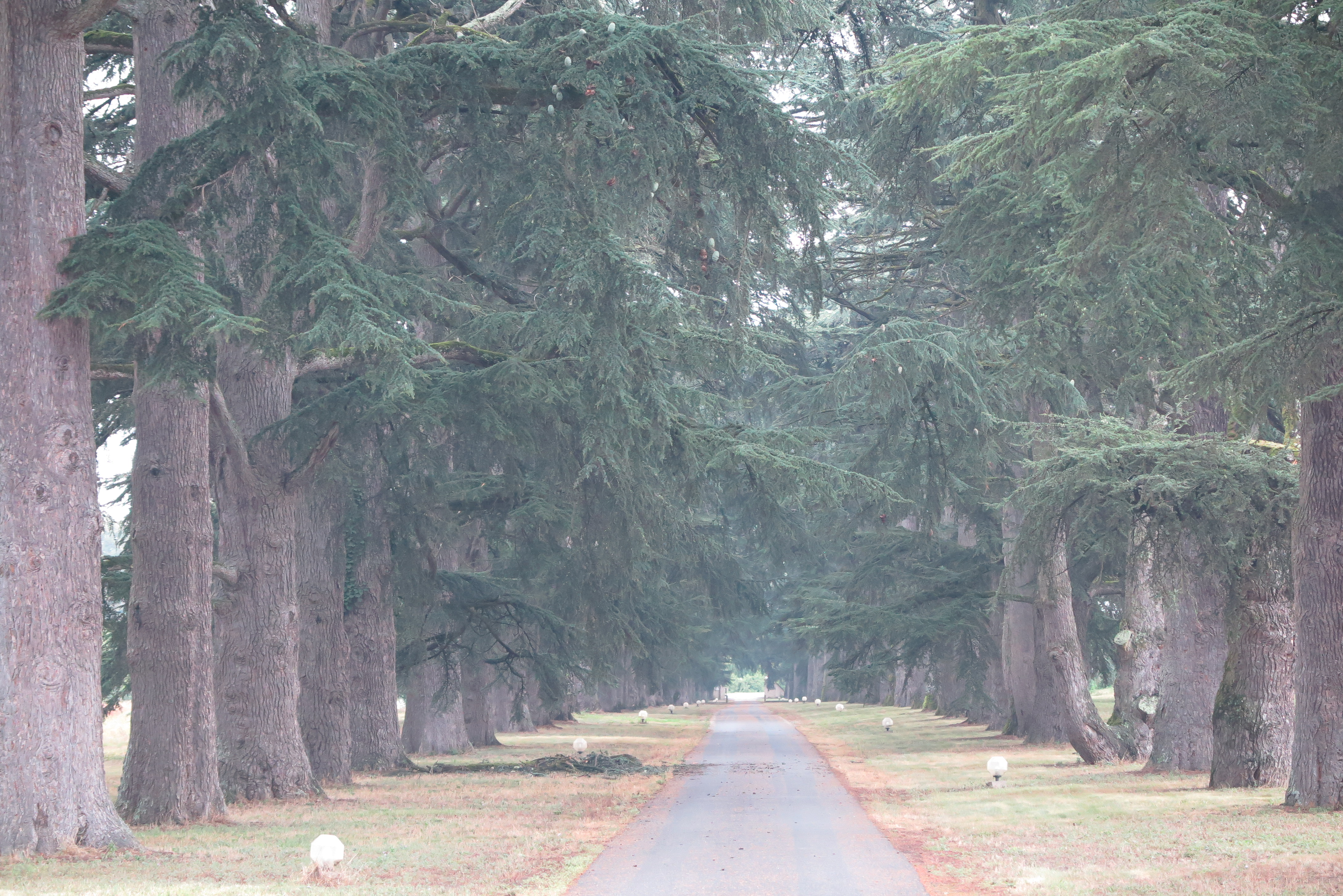
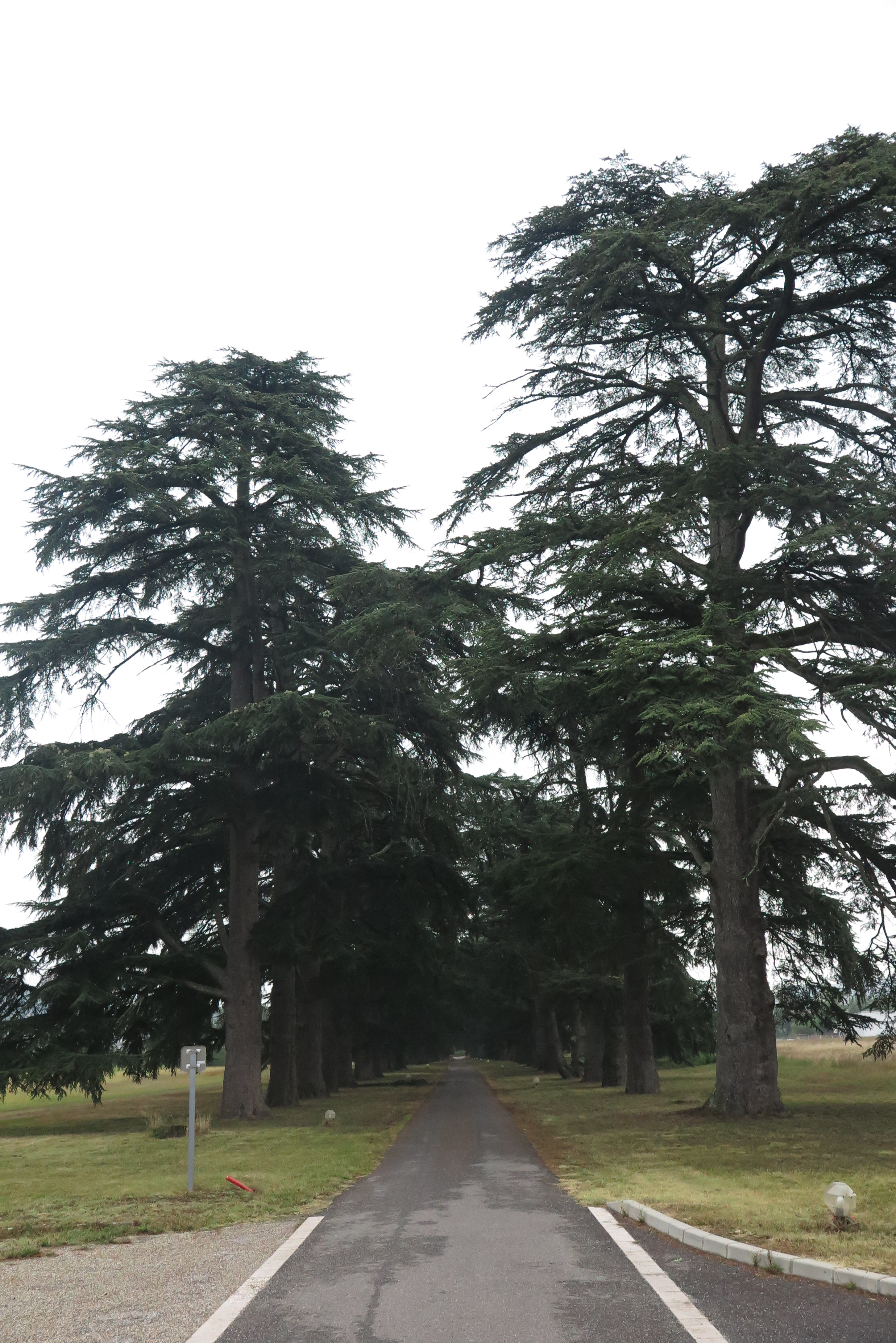

### Lieux et monuments

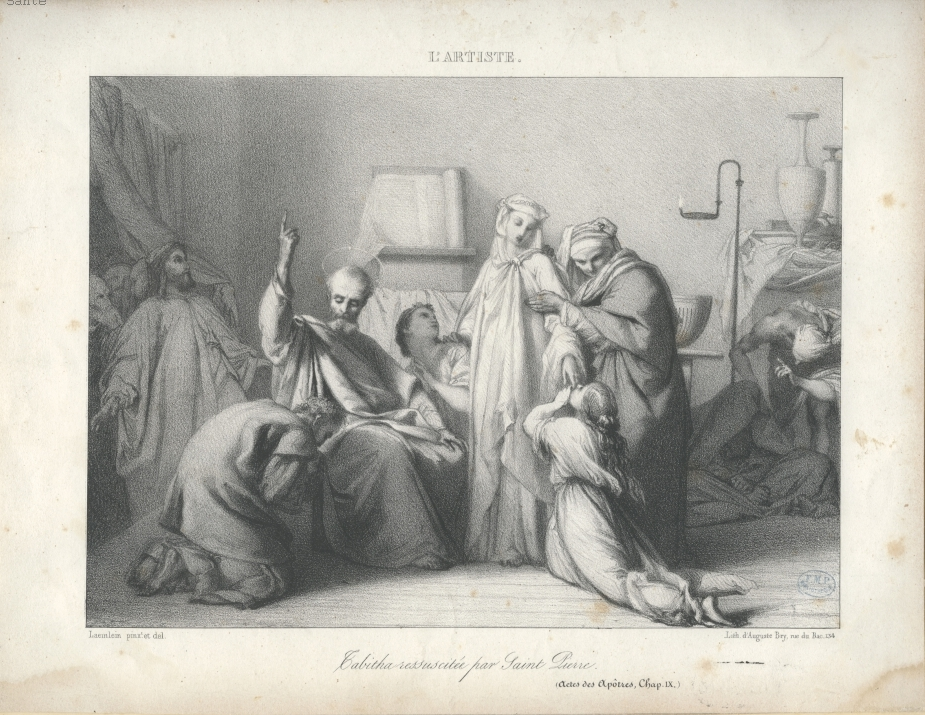
Thabita ressuscitée par saint Pierre, lithographie par Auguste Bry après le tableau par Alexandre Laemlein.

- La tour Lacassagne, tour imposante qui a su protéger cet ancien village.
- Église Saint-Sulpice de Boé
- L'église Saint-Pierre de Saint-Pierre-de-Gaubert recèle un tableau d'Alexandre Laemlein (1813-1871), donné par l'État, figurant sans doute au Salon de 1843. Le tableau est classé au titre des monuments historiques et montre saint Pierre ressuscitant Thabita[36].
- Les berges de la Garonne et le parc naturel Agen-Garonne Passeligne-Pélissier.

### Personnalités liées à la commune
- Georges Carabignac, (1929-1973), joueur de rugby à XV y est né.